# Siť
Siť (rusky Сить) je řeka ve Tverské a v Jaroslavské oblasti v Rusku. Je 159 km dlouhá. Povodí má rozlohu 1 900 km².

## Průběh toku
Pramení na vysočině Bežeckij Věrch a ústí do Rybinské přehrady.

## Vodní stav
Zdroj vody je smíšený s převahou sněhového. Průměrný roční průtok vody ve vzdálenosti 19 km od ústí činí 13,4 m³/s. Zamrzá v listopadu až v první polovině prosince a rozmrzá v dubnu.